# Eiji Satō
Eiji Satō (佐藤 英二?, Satō Eiji; Prefettura di Saitama, 8 aprile 1971) è un ex calciatore giapponese, di ruolo centrocampista.